# 村山祥栄
村山 祥栄（むらやま しょうえい、1978年〈昭和53年〉2月7日 - ）は、日本の政治家。全国地域政党連絡協議会顧問。京都市会議員（5期）、地域政党京都党代表を務めた。

## 経歴

### 前史
1978年（昭和53年） 京都市左京区に生まれる。マクリン幼稚園、京都市立下鴨小学校、東山中学校・高等学校を経て、専修大学法学部に入学する。大学時代には、早稲田大学の政治サークル鵬志会に在籍し、当時民主党所属の衆議院議員であった松沢成文の秘書を務めていた。
当時『日経ビジネス』にて、転職するときにニーズが高い会社としてIBMとリクルートと野村證券が挙げられていたことから、大学卒業後は"ビジネス全体で評価される会社"として株式会社リクルートに入社する。村山はリクルートに2年8期在籍し、7期連続表彰を受ける。
2002年（平成14年）に同社退社後、2003年（平成15年）4月13日、京都市議選に左京区から無所属で立候補し、京都市政史上最年少である25歳2か月で初当選を果たす。
2007年（平成19年）4月8日、 同市議選にて左京区より出馬し、前回より立候補者が3名増えて15人が立候補する激戦の中、2位に約2780票差をつけて8851票でトップ当選する。この選挙期間中は、集まったカンパ額と使った選挙費用を毎日更新しながら、事務所や街頭演説の際に公開していた。

### 京都市長選出馬
2008年（平成20年）2月の京都市長選挙に立候補し、出馬に伴い市会議員を自動失職する。市長選は8万4750票（得票率19.9％）を獲得したが、候補者4人中3位で落選した。なお、この選挙では門川大作が当選したが、村山が出馬したことにより、非共産系候補の票が割れ、共産推薦の中村和雄に951票差まで迫られる結果となった。同年10月には 京都産業大学法学部非常勤講師に就任し、「政策立案実務研究」を担当する。この講義では学生が条例を構想するものであり、山田啓二京都府知事に対してプレゼンテーションも行われた（2011年3月まで）。

### 地域政党京都党の設立
2010年（平成22年）8月26日、地域政党京都党を設立し、党代表に就任する。
2011年（平成23年）の京都市議選では左京区から京都党公認で立候補し、京都市議選で過去最多となる1万2529票を獲得しトップ当選する。
2015年（平成27年）4月、京都市議選に左京区から京都党公認で立候補し、7130票を獲得し4期目当選。3期連続でのトップ当選を果たす。
同年12月、2016年2月の京都市長選挙に向けて京都党・京都維新の会の統一候補として立候補を検討していたが、立候補による議員辞職により京都党の交渉会派資格を失う懸念があったため断念する。また、この混乱の責任を取って党代表を辞職し、村山の任期を引き継いで、同党の江村理紗市議が新代表に選ばれる。
2016年（平成28年）6月1日、大正大学地域構想研究所客員教授に就任する（後述の不祥事により2024年1月16日をもって解任）。また、8月には江村の任期満了に伴い、党大会において再び代表に選出される。
2019年（平成31年）、京都市長選（2020年）出馬に伴い地域政党京都党を離党。

### 宿泊税の提案・実現
2016年（平成28年）11月11日、京都市の脆弱な財政基盤と観光インフラの整備費用の対応策として法定外新税の導入を提唱し、その一つとして欧州を参考にした5つ星制でのホテルへの格付け制度を導入して、自治体評価による星の数に応じた宿泊税を課すことを提言した。イタリアのミラノ市で行った現地調査の調査報告などが高く評価され、同党の森かれん市議と共同でローカル・マニフェスト推進連盟の主催する第11回マニフェスト大賞の「マニフェスト大賞政策提言賞」の優秀賞を受賞する。そして、2017年（平成29年）11月2日に、前年3月の予算特別委員会から市長に対して提言・質疑を行い、導入に向けて進めてきた｢宿泊税｣の条例案が9月議会で可決される。
また、2019年（平成31年）4月7日投開票の京都市議選では左京区から京都党公認で立候補し、4期連続でのトップ当選である7093票を獲得し5期目当選を果たした。

### 新型環状線の提案・受賞
京都市内の交通機関混雑を受けて地下鉄の新型環状線を整備を考案し、整備に当たっての資金を民間との共同出資で賄い、返済原資は宿泊税を充てることで住民負担を抑え、またコスト削減の手法として大型水道管に使われるシールドトンネルの工法を応用した小口径での掘削、改札口等を排除し極度に簡素化された駅舎や電車の無人自動運転型シャトルを利用する政策を公表した。この政策により、同党の江村理紗市議と共同でローカル・マニフェスト推進連盟の主催する第14回マニフェスト大賞の「マニフェスト大賞政策提言賞」の優秀賞を受賞する。

### 2度目の京都市長選挙出馬
2019年（令和元年）10月13日には、2020年（令和2年）2月に行われる京都市長選挙に無所属で立候補する意向を示した。これにより過去2回にわたり自民党、公明党、旧民主党系の市長与党会派が推薦する候補と共産党が推薦する候補が市長選を争った与党相乗り対共産の2極対決の構図が変わる公算が強まった。同月15日、京都党を離党した。市長選挙では、1993年から続く「非共産対共産」構図からの脱却を唱えたが浸透しきれず、候補者3人中3位で敗れた。得票数9万4859票（得票率20.3%）。

### 3度目の京都市長選挙出馬
2023年11月27日、日本維新の会と国民民主党京都府連、地域政党の京都党の推薦を受け、無所属で京都市長選挙に立候補することを表明した。
しかし2024年1月中旬、村山が過去に開催した政治資金パーティーの一部において参加者がおらず、実態を伴っていなかった可能性が浮上したが、複数メディアの取材に対し村山本人はこれを否定した。
当時、自民党派閥の政治資金パーティー収入の裏金問題が政治問題化しており、強い批判を浴びている状況も考慮し、同月13日までに推薦を決定していた日本維新の会、国民民主党京都府連、教育無償化を実現する会、京都党の各党はいずれも村山の推薦を取り消した（国民民主党は党本部で松井孝治の推薦を決定）。

村山は同月13日に行われた記者会見で、前年12月19日から1月9日までに計9回のパーティーを企画し、支援者らに券を販売したが、うち8回に来場者がおらず開催を見送ったと説明した。パーティー券は1枚2万円で未開催となった計8回のパーティーで計約1100枚を販売したというが、すべて返金対応をとった。各党からも推薦が取り消され、京都市長選への自身の立候補について問われたが、「有権者の選択肢を狭めることはしたくない」と述べ、市長選への出馬は取りやめないとした。
2月4日の市長選挙では元参議院議員で自民・公明・立憲・国民の4党が推薦する松井孝治に敗れた。
※当日有権者数：1,138,567人 最終投票率：41.67%（前回比： 0.96pts）
| 候補者名   | 年齢 | 所属党派   | 新旧別 | 得票数    | 得票率 | 推薦・支持                                         |
| ---------- | ---- | ---------- | ------ | --------- | ------ | -------------------------------------------------- |
| 松井孝治   | 63   | 無所属     | 新     | 177,454票 | 37.92% | （推薦）自由民主党・公明党・立憲民主党・国民民主党 |
| 福山和人   | 62   | 無所属     | 新     | 161,203票 | 34.44% | （支援）日本共産党                                 |
| 村山祥栄   | 41   | 無所属     | 新     | 72,613票  | 15.52% |                                                    |
| 二之湯真士 | 44   | 無所属     | 新     | 54,430票  | 11.63% |                                                    |
| 高家悠     | 35   | 平安保守党 | 新     | 2,316票   | 0.49%  |                                                    |

京都市内の弁護士20人が政治資金規正法違反容疑で京都地検へ告発状を提出していたが、6月11日、同地検は「必要かつ十分な捜査を尽くしたが、政治資金規正法上の寄付を受領した事実を認定することは困難との結論に至った」とし、村山を不起訴処分とした。
2025年3月31日、日本維新の会は第27回参議院議員通常選挙参議院比例区に村山を擁立すると発表した。同党の吉村洋文代表（大阪府知事）は、過去に市長選での推薦を取り消した村山を公認するにあたり、「二度と政治資金での問題を起こさない」とする誓約書を交わしたと説明した。同年7月20日の投開票の結果、28,543票を得票して名簿内で7位となったが、日本維新の会が比例区で4議席の獲得に留まったため、落選。

## 人物
- 地域政党「きずな庄原」のアドバイザーを務める[26]。

## 著書
- 『京都・同和「裏」行政 京都市会議員がみた「虚構」と「真実」』講談社＋α新書、2007年。ISBN 9784062724760。
- 『地域政党』光村推古書院、2013年。ISBN 9784838199921。
- 『地方を食いつぶす「税金フリーライダー」の正体 : タカリと粉飾の日本病』講談社＋α新書、2015年。ISBN 9784062728867。
- 『京都が観光で滅びる日 - 日本を襲うオーバーツーリズムの脅威 -』ワニブックスPLUS新書、2019年。ISBN 9784847061615。